# Lage Argentijnse forehand
De lage Argentijnse forehand is een sportterm afkomstig uit het hockey.
Het betreft hier de techniek waarmee de bal met de zijkant van de stick, net boven de krul, wordt geslagen. Deze slag werd geïntroduceerd door spelers van het Argentijnse hockeyteam.
Op 11 januari 2006 legde de FIH een verbod op deze slag. De commissie die over de regels in het hockey gaat, oordeelde dat de richting waarin de bal dan gaat te onvoorspelbaar wordt, waardoor het voor gevaarlijke situaties kan zorgen.